# ان تانگپرسوم
اَن تانگپرسوم (تایلندی: แอน ทองประสม) زادهٔ ۱ نوامبر ۱۹۷۶، تهیه‌کننده، بازیگر و مدل تایلندی است که در دههٔ ۲۰۰۰، بازیگر اصلی بسیاری از سریال‌های تایلندی بود. او در فیلم  رمانتیک ملودرام نامه (۲۰۰۴)، اجرای نقش اصلی را بر عهده داشت.